# Mastiff (Schiff, 1815)
HMS Mastiff war eine britische 12-Kanonen-Brigg. Das Schiff wurde zwischen 1820 und 1825 zu einer 6-Kanonen-Brigg umgebaut und diente danach als Forschungsschiff. Von 1825 bis 1836 wurde das Schiff zur Erforschung des Mittelmeers eingesetzt, ab 1836 erforschte es die Gewässer um die Orkney-Inseln. Ab 1842 diente die Woodlark als Tender der HMS Mastiff.

## Kapitäne
- Captain Job Hanmer, ab 16. Mai 1815
- Commander Richard Copeland, 7. September 1825 – 4. Februar 1830
- Lieutenant W. J. Cooling, 4. Februar 1830 – 22. November 1830
- Lieutenant James Wolfe, 25. Februar 1830 – 9. März 1832
- Commander Thomas Graves, 11. Mai 1832 – 2. August 1836
- Master Commander George Thomas, 2. April 1836 – 26. Dezember 1846
- Commander Alexander Bridport Becher, 1. Februar 1847 – 6. April 1848

## Prominente Crewmitglieder
- Midshipman Thomas Abel Brimage Spratt, 22. Juni 1832 – 2. August 1836
- Lieutenant Owen Stanley, 28. März 1834 – 11. Mai 1836[1]